# Панча-таттва мантра
Па́нча-та́ттва ма́нтра — одна из основных мантр в гаудия-вайшнавской традиции индуизма. Состоит из имён пяти форм Бога в Панча-таттве. Часто воспевается в бхаджанах или киртанах и используется в индивидуальной медитации (джапа). Как правило эту мантру поют или повторяют перед тем, как начать воспевать мантру Харе Кришна. Последователи гаудия-вайшнавизма верят в то, что это самая духовно мощная и милостивая мантра, доступная в настоящую эпоху Кали-югу.
Джая Шри-Кришна-Чайтанья, Прабху-Нитьянанда, 

Шри-Адвайта, Гададхара, Шривасади, Гаура-Бхакта-Вринда

## Панча-таттва мантра в массовой культуре
- Испанская рок-группа Undrop исполнила Панча-таттва мантру в своём хите «Train» из альбома «The Crossing» (1998).
- Американская группа Shelter использовала Панча-таттва мантру в своей песне «Message of the Bhagavat» из альбома «Mantra».